# Archocamenta
Archocamenta är ett släkte av skalbaggar. Archocamenta ingår i familjen Melolonthidae.
Kladogram enligt Catalogue of Life:
| Archocamenta | \| \| Archocamenta ascendens \| \| \| \| \| \| Archocamenta flava \| \| \| \| \| \| Archocamenta pilosa \| \| \| \| \| \| Archocamenta ventricosa \| \| \| \| |
|              | \| \| Archocamenta ascendens \| \| \| \| \| \| Archocamenta flava \| \| \| \| \| \| Archocamenta pilosa \| \| \| \| \| \| Archocamenta ventricosa \| \| \| \| |
|              | Archocamenta ascendens |
|              | |
|              | Archocamenta flava |
|              | |
|              | Archocamenta pilosa |
|              | |
|              | Archocamenta ventricosa |
|              | |